# Hương Hồ
Hương Hồ là một phường cũ thuộc thành phố Huế, tỉnh Thừa Thiên Huế, Việt Nam.

## Địa lý
Phường Hương Hồ nằm ở phía tây nam thành phố Huế, có vị trí địa lý:
- Phía đông giáp các phường Hương Long, Thủy Biều và xã Thủy Bằng
- Phía tây giáp thị xã Hương Trà
- Phía nam giáp thị xã Hương Trà và xã Hương Thọ
- Phía bắc giáp phường Hương An.

Phường có diện tích 33,46 km², dân số năm 2020 là 10.657 người, mật độ dân số đạt 318 người/km².

## Hành chính
Phường Hương Hồ được chia thành 9 tổ dân phố: An Bình, Chầm, Long Hồ Hạ 1, Long Hồ Hạ 2, Long Hồ Thượng 1, Long Hồ Thượng 2, Ngọc Hồ, Nham Biều - Lựu Bảo, Xước Dũ.

## Lịch sử
Trước đây, Hương Hồ là một xã thuộc huyện Hương Trà.
Ngày 11 tháng 3 năm 1977, huyện Hương Trà sáp nhập với các huyện Phong Điền và Quảng Điền thành huyện Hương Điền, xã Hương Hồ thuộc huyện Hương Điền.
Ngày 11 tháng 9 năm 1981, Hội đồng Bộ trưởng ban hành Quyết định 64-HĐBT. Theo đó, sáp nhập các thôn Thanh Chữ, Cổ Bưu, Bổn Trì, Bổn Phổ, An Lưu thuộc xã Hương Chữ vào xã Hương Hồ; đồng thời sáp nhập xã Hương Hồ vào thành phố Huế.
Ngày 17 tháng 9 năm 1981, Hội đồng Bộ trưởng ban hành Quyết định 73-HĐBT. Theo đó, tách các thôn Thanh Chữ, Cổ Bưu, An Lưu, Bổn Trì, Bổn Phổ, An Vân Thượng và An Hòa Thượng thuộc xã Hương Hồ để thành lập xã Hương An.
Ngày 29 tháng 9 năm 1990, Hội đồng Bộ trưởng ban hành Quyết định 345-HĐBT. Theo đó, chuyển xã Hương Hồ về huyện Hương Trà vừa tái lập.
Ngày 15 tháng 11 năm 2011, Chính phủ ban hành Nghị quyết 99/NQ-CP. Theo đó, chuyển huyện Hương Trà thành thị xã Hương Trà và thành lập phường Hương Hồ trên cơ sở toàn bộ 3.376 ha diện tích tự nhiên, 9.426 người của xã Hương Hồ.
Ngày 27 tháng 4 năm 2021, Ủy ban Thường vụ Quốc hội ban hành Nghị quyết số 1264/NQ-UBTVQH14 (nghị quyết có hiệu lực từ ngày 1 tháng 7 năm 2021). Theo đó, chuyển phường Hương Hồ về thành phố Huế quản lý.
Ngày 30 tháng 11 năm 2024:
- Quốc hội ban hành Nghị quyết số 175/2024/QH15[9] về việc thành lập thành phố Huế trực thuộc trung ương trên cơ sở toàn bộ diện tích và dân số tỉnh Thừa Thiên Huế (nghị quyết có hiệu lực từ ngày 1 tháng 1 năm 2025).
- Ủy ban Thường vụ Quốc hội ban hành Nghị quyết số 1314/NQ-UBTVQH15[10] về việc sắp xếp đơn vị hành chính cấp huyện, cấp xã của thành phố Huế giai đoạn 2023 – 2025 (nghị quyết có hiệu lực từ ngày 1 tháng 1 năm 2025). Theo đó:
  - Thành lập phường Long Hồ thuộc thành phố Huế trên cơ sở toàn bộ 46,91 km² diện tích tự nhiên, quy mô dân số 5.429 người của xã Hương Thọ và toàn bộ 33,53 km² diện tích tự nhiên, quy mô dân số 10.530 người của phường Hương Hồ.
  - Thành lập quận Phú Xuân thuộc thành phố Huế. Phường Long Hồ trực thuộc quận Phú Xuân.

Phường Long Hồ có 80,44 km² diện tích tự nhiên và quy mô dân số 15.959 người.